# Lorraine Crapp
Lorraine Joyce Crapp, née le 17 octobre 1938 à Sydney, est une ancienne nageuse australienne spécialiste des épreuves en nage libre.

## Palmarès

### Jeux olympiques
- Jeux olympiques de 1956 à Melbourne (Australie) :
  -  Médaille d'or sur 400 m nage libre.
  -  Médaille d'or sur le relais 4 × 100 m nage libre.
  -  Médaille d'argent sur 100 m nage libre.
- Jeux olympiques de 1960 à Rome (Italie) :
  -  Médaille d'argent sur le relais 4 × 100 m nage libre.

### Jeux de l'Empire britannique et du Commonwealth
- Jeux de l'Empire britannique et du Commonwealth de 1954 à Vancouver (Canada) :
  -  Médaille d'or sur 100 m nage libre.
  -  Médaille d'or sur 400 m nage libre.